# 相模屋食料
相模屋食料株式会社（さがみやしょくりょう）は、群馬県前橋市鳥取町に本社を置く、豆腐、厚揚げ、油揚げを製造する食品メーカー。代表取締役社長は鳥越淳司（とりごえ じゅんじ）。

## 沿革
- 1951年（昭和26年）10月 - 群馬県前橋市鳥取町にて「相模屋豆腐店」として創業。
- 1959年（昭和34年）2月 - 有限会社相模屋を設立。
- 1970年（昭和45年）2月 - 前橋市西片貝町に工場増設、本社移転。
- 1977年（昭和52年）6月 - 芳賀工業団地へ全面移転。
- 1978年（昭和53年）
  - 3月 - 社名を相模屋食料株式会社へ改組。
  - 4月 - ミツワ食品株式会社を設立。
- 1983年（昭和58年）11月 - 株式会社アートフーズを設立。
- 1992年（平成4年）7月 - 第二工場を新設・操業開始。
- 2001年（平成13年）1月 - 第一工場を全面改築・増築。
- 2002年（平成14年）12月 - 五代工場を新設・操業開始。
- 2004年（平成16年）3月 - 豆腐工房おかべの郷開店
- 2005年（平成17年）
  - 7月 - 第三工場を新設・操業開始。
  - 10月 - 第二工場を有機大豆豆腐工場へ全面改装。
- 2006年（平成18年）12月 - 農林水産大臣賞を受賞。
- 2007年（平成19年）4月 - 第三工場を増築。
- 2009年（平成21年）
  - 1月 - 第一工場を全面改装。
  - 3月 - 芳賀工場を新設・操業開始。
- 2010年（平成22年）3月 - 五代工場を全面改装。
- 2011年（平成23年）
  - 5月 - 芳賀工場B棟を増築・操業開始。
  - 12月 -「焼いておいしい絹厚揚げ」が日本食糧新聞社制定の第30回食品ヒット大賞優秀ヒット賞を受賞。
- 2017年（平成29年）
  - 9月 - 不二製油グループ本社から石川サニーフーズを買収。
  - 12月 - 日本ビーンズ（東京都中央区）の豆腐製造事業を、同社と同名の100％出資子会社を設立して承継[1]。
- 2018年（平成30年）
  - 7月 - 関西での製造拠点として100%出資子会社の匠屋株式会社（兵庫県伊丹市）を設立[2]。
  - 12月 -「おだしがしみたきざみあげ」が日本食糧新聞社制定の第37回食品ヒット大賞優秀ヒット賞を受賞。
- 2019年（令和元年）7月 - 豆腐・油揚げ製造の京都タンパク（京都市）をグループ会社化[3]。

## 基幹工場
- 第一工場 - 群馬県前橋市鳥取町123
- 第二工場 - 群馬県前橋市小神明町744
- 第三工場 - 群馬県前橋市鳥取町156
- 芳賀工場 - 群馬県前橋市鳥取町155
- 五代工場 - 群馬県前橋市五代町676-7
- 赤城工場 - 群馬県前橋市小神明町712
- 神戸工場 - 兵庫県神戸市兵庫区浜中町2丁目18番24号（不二製油株式会社敷地内）

## 子会社
- 株式会社デイリートップ東日本
- 株式会社群糧
- 株式会社秀水
- 石川サニーフーズ株式会社
- 日本ビーンズ株式会社
- 匠屋株式会社
- 株式会社京都タンパク

## 主な商品
- 豆腐
  - 国産大豆 木綿・絹
  - 食卓 木綿・絹
  - ダブルパック 木綿・絹
  - しっかり木綿 3個パック
  - まろやか絹 3個パック
  - とろける生とうふ
  - よせ豆富
  - ザクとうふシリーズ
    - MS-06ザクとうふ
    - MSM-07鍋用!!ズゴックとうふ

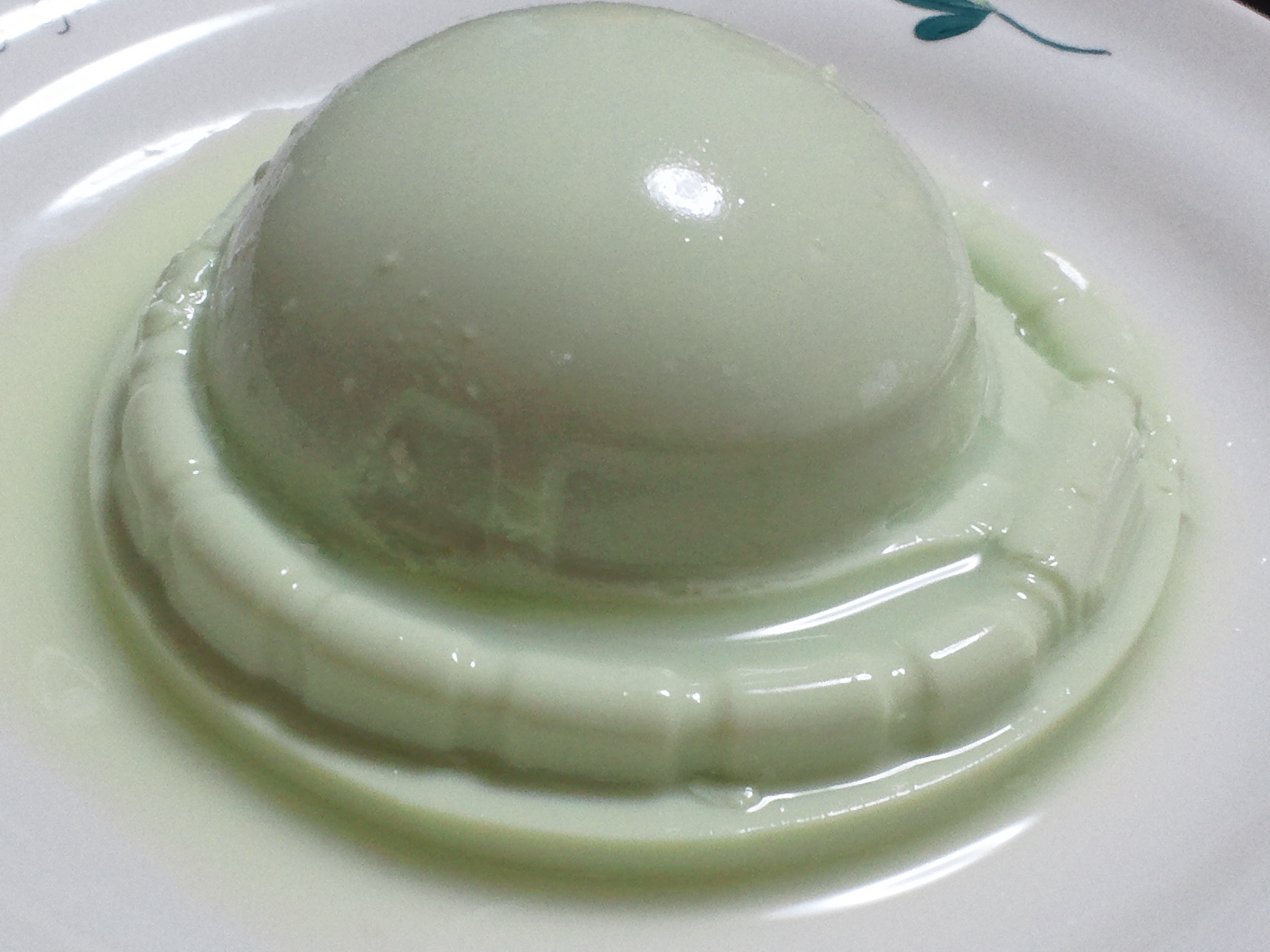
ザクとうふ

    - MS-06ザクとうふデザート仕様typeD

  - マスカルポーネのようなナチュラルとうふ
  - モッツァレラのようなナチュラルとうふ ブラータ仕立て
  - ナチュラルとうふpremium はちみつ×プレーン
  - BEYOND TOFU
  - BEYOND PIZZA
  - TOFU latte
- 簡単即食シリーズ
  - ひとり鍋
    - 豆乳たっぷりスンドゥブ
    - あさりの旨み！海鮮スンドゥブ
    - 海老のだし！海鮮スンドゥブ
    - 牛肉のコク！本格スンドゥブ
    - 昆布だし仕立ての湯とうふ
    - 生湯葉のつくれる豆乳とうふ鍋

  - おかずやっこ
    - つゆで食べる豆乳たっぷりおぼろやっこ
    - おかかで食べる豆乳たっぷりおぼろやっこ
    - 梅のだし茶漬け風冷やしおぼろ奴
    - わさびのだし茶漬け風冷やしおぼろ奴
- 厚揚げ
  - 焼いておいしい絹厚揚げ
  - 煮込んでおいしい絹厚揚げ
- 油揚げ
  - 油で揚げない油揚げ ダブルパック
  - ふっくら油揚げ
  - 手揚げ風油揚げ
  - おだしがしみた油揚げ
  - おだしがしみたきざみあげ

## テレビ番組
- 日経スペシャル カンブリア宮殿（テレビ東京）- 社長 鳥越淳司出演
  - 成熟産業にも商機あり！ 業界の常識を打ち破る型破り経営術（2015年3月12日）[4]。
  - 驚きのアイデアで業界を復活させる豆腐店の物語（2023年2月2日）[5][6]。

## テレビCM
- 「おとうふ　いちばん。相模屋」編（2011年10月2日 - ）演出：森本千絵、作曲・歌：鈴木慶一

### CMキャラクター
- 穂のか 「とーーーうふは相模屋」編（2010年10月2日 - ）
- 城田優 『おだしがしみたきざみあげ』「入国審査編」（2019年2月15日 - 2月28日）[7]

## 現代版とうふ百珍
『豆腐百珍』は、江戸時代の天明2年（1782年）に刊行された100種類の豆腐料理の調理方法を解説した料理本である。相模屋食料は、2011年2月に現代版の豆腐百珍である『とうふ百珍』を公開した。和食以外にも中華料理やイタリアンの有名料理人が参加している。

## 書籍

### 関連書籍
- 『「ザクとうふ」の哲学 相模屋食料はいかにして業界No.1となったか』（著者:鳥越淳司）（2014年9月1日、PHP研究所）ISBN 9784569821443
- 『妻の実家のとうふ店を400億円企業にした元営業マンの話』(著者：山中浩之)　(2023年10月19日、日経BP　ISBN-10  :  4296203266　ISBN-13  :  978-4296203260)